# Бауэр, Сибил
Сибил Лорина Бауэр (англ. Sybil Lorina Bauer; 18 сентября 1903, Чикаго, Иллинойс — 31 января 1927, Чикаго, Иллинойс) — американская пловчиха, чемпионка летних Олимпийских игр 1924 года на дистанции 100 м на спине.

## Биография
Сибил Лорина Бауэр родилась в 1903 году в Чикаго в семье иммигрантов из Норвегии. Она стала первой выдающейся пловчихой, специализирующейся в плавании на спине. На летних Олимпийских играх 1924 года она победила на дистанции 100 м на спине. Также Бауэр была несколько раз чемпионкой США. Она установила 23 мировых рекорда. В 1922 году на Бермудах она стала первой женщиной, побившей в том числе мужской мировой рекорд в плавании на дистанции 440 ярдов на спине на 4 секунды.
Бауэр училась в Северо-Западном университете, была президентом Женской спортивной ассоциации и членом студенческого совета. Она была помолвлена с журналистом Эдом Салливаном. Скончалась на 24-м году жизни от рака. В 1967 году она была посмертно включена в Зал Славы мирового плавания. Награду получила её младшая сестра Дороти.